# Caroline Marks
Caroline Marks, född 14 februari 2002, är en amerikansk surfare.

## Karriär
Marks blev professionell 2018 och har sedan dess vunnit sex världscuptävlingar. Hon deltog vid OS 2020 där hon slutade på en fjärde plats i shortboard.  Hon har kvalificerat sig för OS 2024.